# Террон-сюр-Ен
Терро́н-сюр-Ен (фр. Terron-sur-Aisne) — колишній муніципалітет у Франції, у регіоні Гранд-Ест, департамент Арденни. Населення — 113 осіб (2011).
Муніципалітет був розташований на відстані близько 185 км на схід від Парижа, 65 км на північний схід від Шалон-ан-Шампань, 36 км на південь від Шарлевіль-Мезьєра.

## Історія
До 2015 року муніципалітет перебував у складі регіону Шампань-Арденни. Від 1 січня 2016 року належав до нового об'єднаного регіону Гранд-Ест.
1 червня 2016 року Террон-сюр-Ен і Вризі було приєднано до муніципалітету Вузьє.

## Демографія
Динаміка населення (INSEE ):
Розподіл населення за віком та статтю (2006):
| Стать | Всього | До 15 років | 15-24 | 25-44 | 45-64 | 65-85 | Понад 85 |
| --- | ------ | ----------- | ----- | ----- | ----- | ----- | -------- |
| Чоловіки | 52     | 8           | 0     | 12    | 12    | 20    | 0        |
| Жінки | 68     | 12          | 8     | 16    | 20    | 12    | 0        |
| \| Статево-вікова піраміда \| Статево-вікова піраміда \| Статево-вікова піраміда \| \| ----------------------- \| ----------------------- \| ----------------------- \| \| Чоловіки \| Вік \| Жінки \| \| 0 \| 85 + \| 0 \| \| 4 \| 80-84 \| 0 \| \| 8 \| 75-79 \| 8 \| \| 4 \| 70-74 \| 4 \| \| 4 \| 65-69 \| 0 \| \| 0 \| 60-64 \| 16 \| \| 8 \| 55-59 \| 4 \| \| 0 \| 50-54 \| 0 \| \| 4 \| 45-49 \| 0 \| \| 4 \| 40-44 \| 8 \| \| 4 \| 35-39 \| 0 \| \| 0 \| 30-34 \| 8 \| \| 4 \| 25-29 \| 0 \| \| 0 \| 20-24 \| 0 \| \| 0 \| 15-20 \| 8 \| \| 0 \| 10-14 \| 8 \| \| 4 \| 5-9 \| 0 \| \| 4 \| 0-4 \| 4 \| |        |             |       |       |       |       |          |
| Статево-вікова піраміда |        |             |       |       |       |       |          |
| Чоловіки | Вік    | Жінки       |       |       |       |       |          |
| 0 | 85 +   | 0           |       |       |       |       |          |
| 4 | 80-84  | 0           |       |       |       |       |          |
| 8 | 75-79  | 8           |       |       |       |       |          |
| 4 | 70-74  | 4           |       |       |       |       |          |
| 4 | 65-69  | 0           |       |       |       |       |          |
| 0 | 60-64  | 16          |       |       |       |       |          |
| 8 | 55-59  | 4           |       |       |       |       |          |
| 0 | 50-54  | 0           |       |       |       |       |          |
| 4 | 45-49  | 0           |       |       |       |       |          |
| 4 | 40-44  | 8           |       |       |       |       |          |
| 4 | 35-39  | 0           |       |       |       |       |          |
| 0 | 30-34  | 8           |       |       |       |       |          |
| 4 | 25-29  | 0           |       |       |       |       |          |
| 0 | 20-24  | 0           |       |       |       |       |          |
| 0 | 15-20  | 8           |       |       |       |       |          |
| 0 | 10-14  | 8           |       |       |       |       |          |
| 4 | 5-9    | 0           |       |       |       |       |          |
| 4 | 0-4    | 4           |       |       |       |       |          |

## Економіка
2010 року серед 64 осіб працездатного віку (15—64 років) 42 були активними, 22 — неактивними (показник активності 65,6%, у 1999 році було 64,7%). З 42 активних мешканців працювало 36 осіб (23 чоловіки та 13 жінок), безробітними було 6 (3 чоловіки та 3 жінки). Серед 22 неактивних 5 осіб було учнями чи студентами, 12 — пенсіонерами, 5 були неактивними з інших причин.

У 2010 році у муніципалітеті числилось 56 оподаткованих домогосподарств, у яких проживали 122,0 особи, медіана доходів виносила 17 927 євро на одного особоспоживача.